# Michael J. F. Scott
Michael James Foley Scott (* im 20. Jahrhundert) ist ein kanadischer Film- und Fernsehregisseur und -produzent, der zweimal für einen Oscar nominiert war.

## Karriere
Zu Beginn seiner Karriere war Scott eng mit dem National Film Board of Canada verbunden. Er wurde als Produzent der Kurzfilme Ted Baryluk’s Grocery, The Big Snit, Get a Job, Village of Idiots und Runaway jeweils mit einem Genie Award ausgezeichnet. Für seine Mitarbeit an den Filmen The Big Snit und Whistling Smith wurde er jeweils für einen Oscar nominiert und für die Fernsehfilme Ikwé und Lost in the Barrens für den Gemini Award.
Scotts erster Film, bei dem er Regie führte, war der Kurzfilm We’re Gonna Have Recess von 1967, der sich mit einem Schulhof vor und während der Schulpause beschäftigt. Daran schlossen sich in den folgenden Jahren zahlreiche Kurzfilme und andere Filme an. Für den 1976 erschienenen Dokumentar-Kurzfilm Whistling Smith erhielt Scott gemeinsam mit dem Produzenten des Films Barrie Howells eine Nominierung für den Oscar. Darin geht es um den Polizisten Sergeant Bernie „Whistling“ Smith und seine unorthodoxe Arbeitsweise. Unter Scotts Filmarbeiten befindet sich auch der dramatische Thriller Einer allein (1977), der zeigt, wie das Leben eines engagierten Fernsehreporters aus den Fugen gerät, als er einen Fall untersucht, bei dem es um die kriminelle Fahrlässigkeit eines Unternehmens geht mit tödlichen Folgen.
Bei The Big Snit handelt es sich um einen animierten Kurzfilm von Richard Condie aus dem Jahr 1985 für den Scott wiederum eine Oscarnominierung, diesmal gemeinsam mit Condie, erhielt. Der Film wurde zudem bei den Genie Awards ausgezeichnet. Bei dem Fernsehfilm Ikwe, der 1986 erschien, trat Scott als ausführender Produzent auf. Thema des Films ist ein junges Ojibwa-Mädchen im Jahr 1770, das einen schottischen Pelzhändler heiratet und seine Heimat verlassen muss. Get a Job von 1987 ist ein weiterer von Scott produzierter Film. Darin hat ein junger Hund Schwierigkeiten, zu lernen, wie man es anstellt, einen Job zu finden.
Bei dem zweifach ausgezeichnete Abenteuerdrama Allein in der Wildnis (1990) führte Scott Regie und trat als ausführender Produzent auf. Darin geht es um einen verwaisten Teenager und einen jungen Stammesjäger, die sich in der Wildnis verirren. Der animierte komödiantische Kurzfilm Village of Idiots von 1999 wurde von Scott produziert. Der Film macht den Zuschauer bekannt mit Shmendrik, der sich, ermüdet vom Alltag in seinem Heimatdorf Chelm, auf die Suche nach mehr Wissen begibt, was ihn in ein neues Chelm führt, einen Ort, der dem alten Chelm bis hin zum Hühnerstall erstaunlich ähnlich ist.
Scotts letzte gelistete Filme sind die Kurzfilme Runaway (2009) und Big Drive (2011), die Scott als ausführender Produzent betreute. In Runaway fährt ein Zug in eine auf den Gleisen stehende Kuh, was zu diversen Irritationen führt und in Big Drive müssen sich vier Kinder auf einer langen Reise durch das Kanada der 1970er Jahre etwas einfallen lassen, um sich nicht zu langweilen.

## Filmografie (Auswahl)
- 1967: We’re Gonna Have Recess (Kurzfilm; Regie)
- 1967: After Eve (Kurzfilm; Regie)
- 1968: They’re Putting Us Off the Map (Kurzfilm; Regie)
- 1969: Der beste Tanzbodengeiger von Calabogie bis Kaladar (The Best Damn Fiddler from Calabogie to Kaladar; Regieassistent)
- 1969: Wer schläft mit Caroline? (Waiting for Caroline; Regieassistent)
- 1970: Tee-Won Short, Episoden 1, 2 + 3 (Kurzfilme; Regie)
- 1970: That’s the Price (Kurzfilm; Regie)
- 1971: Angus (Kurzfilm; Regie)
- 1971: Small Smoke at Blaze Creek (Kurzfilm; Regie)
- 1973: Station 10 (Regie)
- 1975: Whistling Smith (Kurzfilm; Regie, Produzent)
- 1975: The Winner (Regie)
- 1976: For Gentlemen Only (Kurzfilm; Regie)
- 1977: The Red Dress (Fernsehfilm; Regie)
- 1977: Einer allein (One Man; Produzent)
- 1977: Oh, Sure (Kurzfilm; Ausführender Produzent)
- 1978: Keephills (Kurzfilm; Produzent)
- 1978: The System: Out of Sight, Out of Mind (Kurzfilm; Ausführender Produzent)
- 1978: Wood Mountain Poems (Kurzfilm; Ausführender Produzent)
- 1978: A House on the Prairie (Kurzfilm; Ausführender Produzent)
- 1978: Blowhard (Kurzfilm; Ausführender Produzent)
- 1979: Getting Started (Kurzfilm; Ausführender Produzent)
- 1979: John Law and the Mississippi Bubble (Kurzfilm; Ausführender Produzent)
- 1979: A Pinto for the Prince (Kurzfilm; Ausführender Produzent)
- 1979: Tudor King (Kurzfilm; Ausführender Produzent)
- 1979: Never a Dull Moment (Kurzfilm; Produzent)
- 1979: Chasing the Eclipse (Kurzfilm; Produzent)
- 1979: Priory: The Only Home l’ve Got (Ausführender Produzent)
- 1979: Giv’em a Half Turn (Kurzfilm; Ausführender Produzent)
- 1979: Triangle Island (Kurzfilm; Ausführender Produzent)
- 1980: The New Mayor (Kurzfilm; Produzent)
- 1980: Rice Harvest (Kurzfilm; Ausführender Produzent)
- 1980: W.O. Mitchell: Novelist in Hiding (Ausführender Produzent)
- 1980: Nonoonse: Anishinabe Ishichekewin Ka Kanawentank (Kurzfilm; Ausführender Produzent)
- 1980: Bush Pilot: Reflections on a Canadian Myth (Kurzfilm; Ausführender Produzent)
- 1980: China Mission: The Chester Ronning Story (Ausführender Produzent)
- 1981: A War Story (Ausführender Produzent)
- 1981: Grain Elevator (Kurzfilm, Ausführender Produzent und Produzent)
- 1981: Something Hidden – A Portrait of Wilder Penfield (Ausführender Produzent NFB, Produzent)
- 1982: Ted Baryluk’s Grocery (Kurzfilm; Ausführender Produzent, Produktion)
- 1982: The Pedlar (Ausführender Produzent, Produzent)
- 1982: Standing Alone (Ausführender Produzent)
- 1982: Everyone’s Business (Kurzfilm; Ausführender Produzent)
- 1983: After the Big One: Nuclear War on the Prairies (Produzent)
- 1984: It’s Hard to Get It Here (Kurzfilm; Produzent)
- 1985: Cages (Kurzfilm; Regie)
- 1985: The Big Snit (Kurzfilm; Ausführender Produzent, Produzent)
- 1985: Canada Vignettes: The Move (Kurzfilm; Produzent)
- 1985: Shipbuilder (Kurzfilm; Ausführender Produzent)
- 1986: Ikwe (Fernsehfilm; Ausführender Produzent)
- 1986: Where’s Pete (Kurzfilm; Produzent)
- 1987: Carried Away (Kurzfilm; Ausführender Produzent)
- 1987: Get a Job (Kurzfilm; Ausführender Produzent, Produzent)
- 1988: The Defender (Ausführender Produzent)
- 1988: Peep and the Big Wide World (Kurzfilm; Produzent)
- 1989: Who Gets In? (Produzent)
- 1990: Allein in der Wildnis (Lost in the Barrens; Fernsehfilm; Regie, Ausführender Produzent)
- 1990: Karate Kids (Kurzfilm; Produzent)
- 1992: Lost in the Barrens II: The Curse of the Viking Grave (Fernsehfilm; Regie, Produzent)
- 1993: Spirit Rider (Fernsehfilm; Regie)
- 1995, 1996: My Life as a Dog (Fernsehserie 7 Folgen; Regie, Produzent)
- 1996: Kalte Schnauze – treues Herz (Heck’s Way Home, Fernsehfilm; Regie)
- 1997: O Canada (Fernsehserie; Ausführender Produzent)
- 1997: Trucks – Out of Control (Fernsehfilm; Co-Produzent)
- 1997: Nights Below Station Street (Fernsehfilm; Produzent)
- 1999: Fluchtpunkt Mars (Escape from Mars, Fernsehfilm; Produzent)
- 1999: Village of Idiots (Kurzfilm; Produzent)
- 2005: Wapos Bay: The Series (Fernsehserie S1/E1 There’s No ‘I’ in Hockey; Ausführender Produzent NFB, Produzent)
- 2005: Terra (Kurzfilm; Ausführender Produzent)
- 2005: Me and the Mosque (Ausführender Produzent)
- 2005: Mind Me Good Now (Kurzfilm; Produzent)
- 2005: The Gift of Diabetes (Ausführender Produzent)
- 2006: First Stories: Apples & Indians (Kurzfilm; Ausführender Produzent)
- 2007: A Place Between: The Story of an Adoption (Ausführender Produzent)
- 2009: Runaway (Kurzfilm; Ausführender Produzent)
- 2011: Big Drive (Kurzfilm; Ausführender Produzent)

## Auszeichnungen (Auswahl)
Academy Awards
- Oscarverleihung 1976: Oscarnominierung für und mit Whistling Smith in der Kategorie „Bester Dokumentar-Kurzfilm“ – gemeinsam mit Barrie Howells
- Oscarverleihung 1986: Oscarnominierung für und mit The Big Snit in der Kategorie „Bester animierter Kurzfilm“ – gemeinsam mit Richard Condie

Canadian Film Awards 1977
- Nominiert für den Etrog für und mit Einer allein in der Kategorie „Bester Spielfilm“ – gemeinsam mit Tom Daly

Genie Awards
- 1984: Gewinner Genie für und mit Ted Buryluk’s Grocery in der Kategorie „Bester Kino-Kurzfilm“ – gemeinsam mit Wolf Koenig
- 1986: Gewinner Genie für und mit The Big Snit in der Kategorie „Bester animierter Kurzfilm“ – gemeinsam mit Richard Condie
- 1987: Gewinner Genie für und mit Get a Job in der Kategorie „Bester animierter Kurzfilm“ – gemeinsam mit Brad Caslor und Derek Mazur
- 1987: Nominiert Genie für und mit Where’s Pete in der Kategorie „Bestes Live-Action-Kurzdrama“
- 2001: Gewinner Genie für und mit Village of Idiots in der Kategorie „Bester animierter Kurzfilm“ – gemeinsam mit Eugene Fedorenko, Rose Newlove und David Verrall
- 2005: Nominiert Genie in der Kategorie „Bester animierter Kurzfilm“ – gemeinsam mit Jennifer Torrance
- 2010: Gewinner Genie für und mit Runaway in der Kategorie „Bester animierter Kurzfilm“ – gemeinsam mit Derek Mazur und Cordell Barker

Gemini Awards 
- 1987: Gewinner Gemini für und mit Ikwe in der Kategorie „Bestes Pay-TV-Dramaprogramm/Beste Pay-TV-Serie“ – gemeinsam mit Ches Yetman und Norma Bailey
- 1992: Gewinner Gemini für und mit Allein in der Wildnis in der Kategorie „Bestes Jugendprogramm/Beste Jugendserie“ – gemeinsam mit Derek Mazur, Joan Scott, Michael MacMillan, Seaton McLean

Daytime Emmy Awards
- 1991: Gewinner für den Daytime Emmy für und mit Allein in der Wildnis in der Kategorie „Hervorragendes Kinderspecial“ – gemeinsam mit Michael MacMillan, Seaton McLean, Derek Mazur und Joan Scott
- 1992: Nominiert für den Daytime Emmy für und mit Lost in the Barrens II: The Curse of the Viking Grave in der Kategorie „Hervorragendes Kinderspecial“ – gemeinsam mit Seaton McLean, Daphne Ballon, Don Reynolds und Derek Mazur